# Parmelina pastillifera
Parmelina pastillifera (Syn.: Parmelia pastillifera (Harm.) R. Schub. & Klem.) ist eine in Mitteleuropa seltenere Blattflechtenart aus der Familie der Parmeliaceae, die hauptsächlich auf Baumrinde wächst. Das Epitheton „pastillifera“ weist auf die knopfigen Isidien der Flechte hin.

## Beschreibung
Parmelina pastillifera ist eine großlappige, blaugraue Blattflechte mit einem Lagerdurchmesser von bis zu 15 cm. Die abgerundeten Lappen sind 3 bis 10 mm breit, liegen meist dicht an und glänzen oft leicht. Unterseits ist sie schwarz, zu den Rändern hin bräunlich gefärbt. Am Rand trägt sie (einfache) Rhizinen. Die Art ist der häufigeren, ebenfalls isidientragenden Parmelina tiliacea sehr ähnlich, ihre Isidien sind jedoch schwarz, kugelig bis knopfartig, oberseits oft flach, verbreitert oder eingedellt. Nach dem Abbrechen hinterlassen sie meist weißliche Gruben auf der Thallusoberfläche. Sorale fehlen, Apothecien sind sehr selten.

## Verbreitung
Parmelina pastillifera bevorzugt niederschlagsreichere, höhere Lagen. Sie wächst auf der Rinde von überwiegend einzelstehenden Laubbäumen (v. a. Buche, Eiche, Esche), selten auf Silikatgestein.